# Masa relatywistyczna
Masa relatywistyczna – wielkość fizyczna wprowadzana w niektórych ujęciach szczególnej teorii względności, ściśle zdefiniowana niżej, przez energię całkowitą. Tak rozumiana masa – tak jak energia całkowita – jest wielkością względną, czyli zależną od układu odniesienia. Innymi słowy nie jest to niezmiennik relatywistyczny – masa relatywistyczna może zmieniać się bez żadnej zmiany w samym obiekcie fizycznym, wyłącznie przez zmianę układu odniesienia. Masa relatywistyczna jest wielkością zachowywaną w przemianach i, w przeciwieństwie do masy spoczynkowej, addytywną, co jednak jest prostą konsekwencją zasady zachowania i addytywności relatywistycznej energii całkowitej.
Jest to więc wielkość odmienna od masy spoczynkowej, wielkości niezmienniczej i tożsamej, z dokładnością do czynnika {\displaystyle c^{-1},} z niezmienniczą wartością bezwzględną (długością) czteropędu, i będącej właściwością obiektu. Dlatego użycie w nazwie masa relatywistyczna terminu masa może wprowadzać w błąd i być przyczyną nieporozumień.

## Ścisłe definicje

### Ogólna
Masa relatywistyczna jest tożsama – z dokładnością do czynnika (czyli ze współczynnikiem proporcjonalności) c−1 – z zerową (czasową) składową czterowektora energii-pędu (czteropędu) danego obiektu fizycznego. Innymi słowy jest równa, z dokładnością do czynnika {\displaystyle c^{-2},} całkowitej energii tego relatywistycznego obiektu:
{\displaystyle m_{r}={\frac {p_{0}}{c}}={\frac {E_{r}}{c^{2}}},}
gdzie:
{\displaystyle m_{r}} – masa relatywistyczna,
{\displaystyle p_{0}} – zerowa (czasowa) składowa czteropędu,
{\displaystyle E_{r}} – energia relatywistyczna,
{\displaystyle c} – prędkość światła w próżni.

### Przy niezerowej masie spoczynkowej

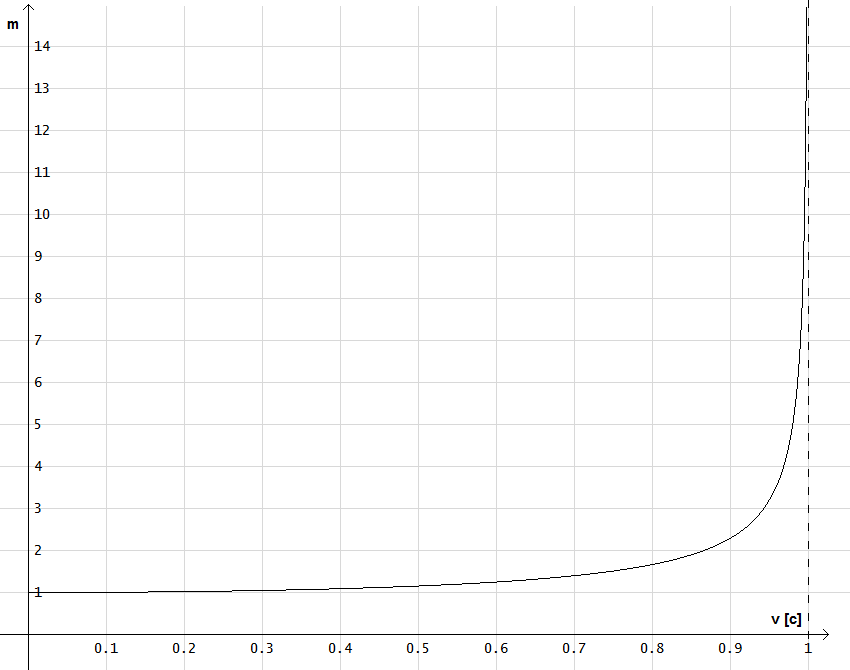
Wykres zależności masy relatywistycznej od prędkości (wyrażonej jako część prędkości światła w próżni c).

Dla obiektów o niezerowej masie spoczynkowej (ciał) wprowadza się niekiedy wzór:
{\displaystyle m_{r}={\frac {m_{0}}{\sqrt {1-{\frac {v^{2}}{c^{2}}}}}}=\gamma m_{0},}
gdzie:
{\displaystyle m_{r}} – masa relatywistyczna,
{\displaystyle m_{0}} – masa spoczynkowa,
{\displaystyle v} – prędkość ciała względem danego układu odniesienia,
{\displaystyle \gamma ={\frac {1}{\sqrt {1-{\frac {v^{2}}{c^{2}}}}}}} – czynnik Lorentza.
Wzór ten faktycznie opisuje związek transformacyjny między energią spoczynkową ciała (energią w układzie odniesienia, w którym ciało spoczywa, dla ciał zawsze niezerową), a jego relatywistyczną energią całkowitą (sumą jego energii spoczynkowej i relatywistycznej energii kinetycznej, nietożsamej z klasyczną energią kinetyczną): {\displaystyle E_{r}=\gamma {E_{0}}=\gamma {m_{0}}{c^{2}},} nie wynikający jednak ze zmian zachodzących „w ciele”, a z transformacyjnych właściwości czasoprzestrzeni (szczególnie dylatacji czasu). Jedynie w układzie, w którym pęd ciała (składowe przestrzenne czteropędu) jest zerowy, relatywistyczna energia całkowita (proporcjonalna do składowej czasowej) jest równa energii spoczynkowej (proporcjonalnej do wartości bezwzględnej czteropędu i do masy spoczynkowej).
Dzięki użyciu pojęcia masy relatywistycznej, w miejsce masy spoczynkowej, możliwe jest pozorne utrzymanie w szczególnej teorii względności klasycznej (newtonowskiej) definicji pędu:
{\displaystyle {\vec {p}}=m{\vec {v}}} – klasyczna definicja pędu,
{\displaystyle {\vec {p}}={\frac {E_{r}{\vec {v}}}{c^{2}}}} – relatywistyczna definicja pędu,
{\displaystyle {\vec {p}}=m_{r}{\vec {v}}} – relatywistyczna definicja pędu „upodobniona” do klasycznej (czyli definicja klasyczna przeniesiona do szczególnej teorii względności).
Masa relatywistyczna rośnie wraz z prędkością ciała względem danego układu odniesienia (aż do nieskończoności przy zbliżaniu się prędkości do prędkości światła w próżni), podczas gdy masa spoczynkowa pozostaje stała.

### Przy zerowej masie spoczynkowej
Dla obiektów o zerowej masie spoczynkowej (np. fotonów) niekiedy wprowadza się pojęcie masy relatywistycznej, jako wielkości tożsamej (co do czynnika c−2) z ich energią, co jednak może wprowadzać w błąd, gdyż nie może być mowy o jakiejkolwiek bezwładności fotonu mimo jego niezerowego pędu.

## Wyprowadzenie wzoru

### Doświadczalnie
Rozważmy zderzenie dwóch kul {\displaystyle B} i {\displaystyle R} o tej samej masie {\displaystyle m_{0}} poruszających się wzdłuż osi {\displaystyle y} w przeciwnych kierunkach z prędkościami odpowiednio {\displaystyle u_{0}} i {\displaystyle -u_{0}} w układach odniesienia {\displaystyle S} i {\displaystyle S'.} Po zderzeniu kula {\displaystyle B} zacznie się poruszać w ujemnym kierunku osi {\displaystyle y} z prędkością {\displaystyle -u_{0},} a kula {\displaystyle R} w przeciwieństwie do zasad fizyki klasycznej, oprócz ruchu w dodatnim kierunku osi {\displaystyle y,} także w dodatnim kierunku osi {\displaystyle x.}
Suma pędów obu kul przed i po zderzeniu wzdłuż osi {\displaystyle x} jest taka sama i wynosi {\displaystyle m_{0}u_{0},} zatem pęd jest zachowany. Jednak
wzdłuż osi {\displaystyle y{:}}
{\displaystyle \left[p(B)_{y}+p(R)_{y}\right]_{p}=-m_{0}u_{0}+{\frac {m_{0}u_{0}}{\gamma }},}
{\displaystyle \left[p(B)_{y}+p(R)_{y}\right]_{k}=m_{0}u_{0}-{\frac {m_{0}u_{0}}{\gamma }}.}
Gdy {\displaystyle \left[p(B)_{y}+p(R)_{y}\right]_{p}=\left[p(B)_{y}+p(R)_{y}\right]_{k},} to {\displaystyle \gamma =1} co oznacza sprzeczność.
Aby pęd był zachowany także wzdłuż osi {\displaystyle y,} to musimy założyć, że to masa kul się zmienia. Zatem masy są funkcjami prędkości: {\displaystyle m(B)} i {\displaystyle m(R).}
Wtedy:
{\displaystyle m(B)u_{0}-{\frac {m(R)u_{0}}{\gamma }}=-m(B)u_{0}+{\frac {m(R)u_{0}}{\gamma }}.}
Z tego wynika, że:
{\displaystyle m(B)={\frac {m(R)}{\gamma }}.}

### Analitycznie
Zasada zachowania pędu dla zderzenia dwóch ciał o masach {\displaystyle m_{1}} i {\displaystyle m_{2}} poruszających się przed zderzeniem z prędkościami odpowiednio {\displaystyle u_{1}} i {\displaystyle u_{2}} w układzie odniesienia {\displaystyle S} oraz odpowiednio {\displaystyle +u'} i {\displaystyle -u'} w układzie odniesienia {\displaystyle S',} a po zderzeniu z tą samą prędkością {\displaystyle v} sformułowana jest następująco:
{\displaystyle m_{1}u_{1}+m_{2}u_{2}=(m_{1}+m_{2})v.}
Uwzględniając relatywistyczne składanie prędkości:
{\displaystyle u_{1}={\frac {u'+v}{1+{\frac {u'v}{c^{2}}}}},} {\displaystyle u_{2}={\frac {-u'+v}{1-{\frac {u'v}{c^{2}}}}}.}
Możemy obliczyć stosunek mas obydwu ciał:
{\displaystyle {\frac {m_{1}}{m_{2}}}={\frac {1+{\frac {u'v}{c^{2}}}}{1-{\frac {u'v}{c^{2}}}}}={\frac {\sqrt {1-{\frac {u_{2}^{2}}{c^{2}}}}}{\sqrt {1-{\frac {u_{1}^{2}}{c^{2}}}}}}.}
Po podstawieniu: {\displaystyle m_{2}=m_{0},} {\displaystyle u_{2}=0,} {\displaystyle u_{1}=v} otrzymujemy:
{\displaystyle {\frac {m_{1}}{m_{0}}}={\frac {1}{\sqrt {1-{\frac {v^{2}}{c^{2}}}}}}.}
Wzór na masę relatywistyczną można również wyprowadzić na gruncie mechaniki klasycznej, rozważając dwa układy {\displaystyle S} i {\displaystyle S'} poruszające się względem siebie w przestrzeni trójwymiarowej z prędkością {\displaystyle v_{x}} bądź cząstkę o masie {\displaystyle m} i ładunku {\displaystyle q} poruszającą się z prędkością {\displaystyle v} w układzie {\displaystyle S} (układ {\displaystyle S'} porusza się względem układu {\displaystyle S} wzdłuż osi {\displaystyle x} z prędkością {\displaystyle u}), która poddana jest działaniu pola elektrycznego {\displaystyle E} i indukcji magnetycznej {\displaystyle B}.

## Kontrowersje i krytyka pojęcia
Koncepcja masy relatywistycznej jest dyskutowana, krytykowana, broniona. Nadal występuje w wielu podręcznikach i pracach popularyzujących teorię względności. W gronie krytyków znalazł się między innymi astrofizyk teoretyczny i popularyzator Sean M. Carroll.
Historyczno-matematyczna metaanaliza pojęcia masy relatywistycznej została przedstawiona w artykule. Zaproponowano w nim dziesięć równoważnych, ale nietożsamych definicji masy relatywistycznej.